# Weigela subsessilis
Weigela subsessilis är en tvåhjärtbladig växtart som först beskrevs av Takenoshin Nakai, och fick sitt nu gällande namn av Liberty Hyde Bailey. Weigela subsessilis ingår i släktet prakttryar, och familjen Diervillaceae. Inga underarter finns listade i Catalogue of Life.

## Bildgalleri

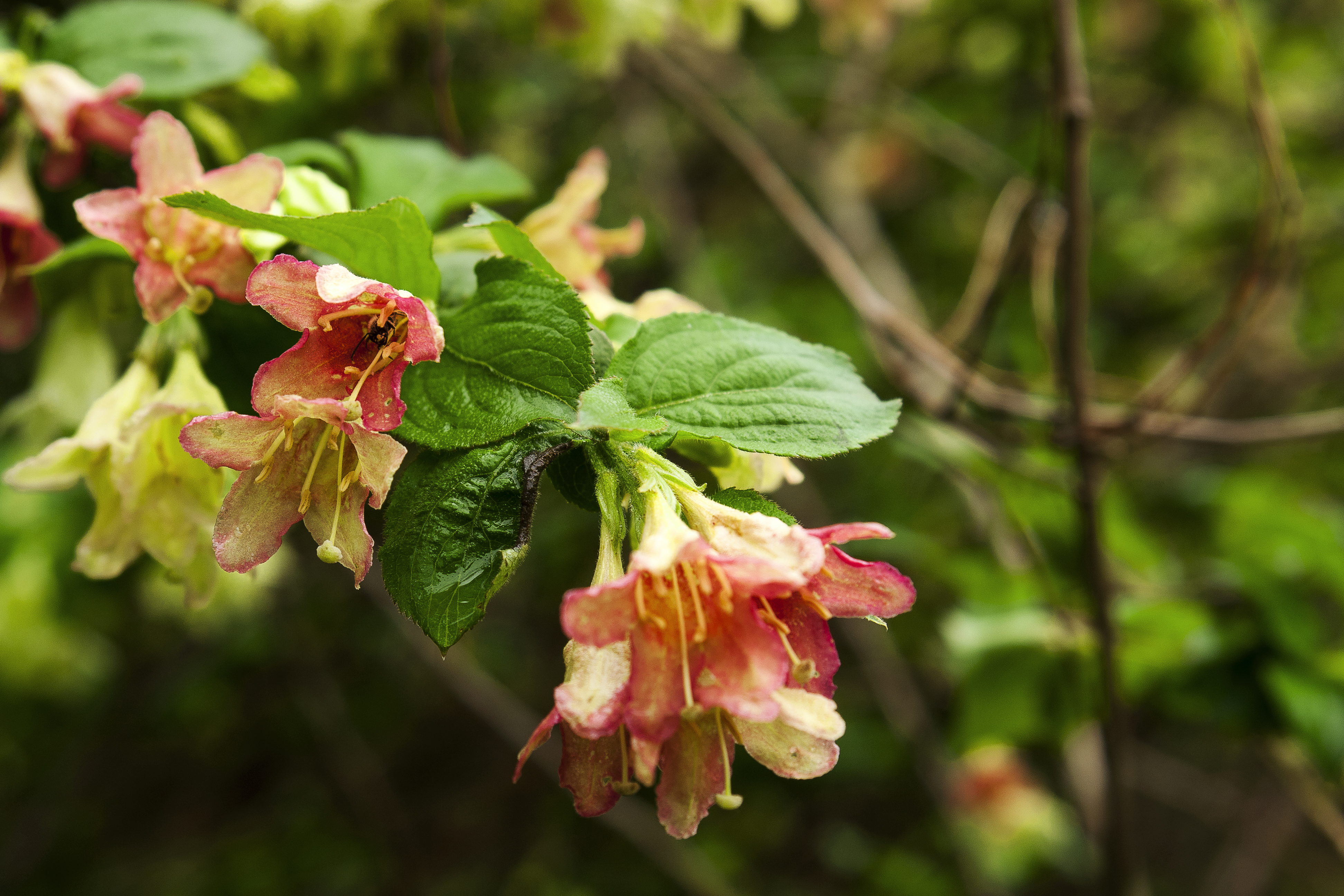
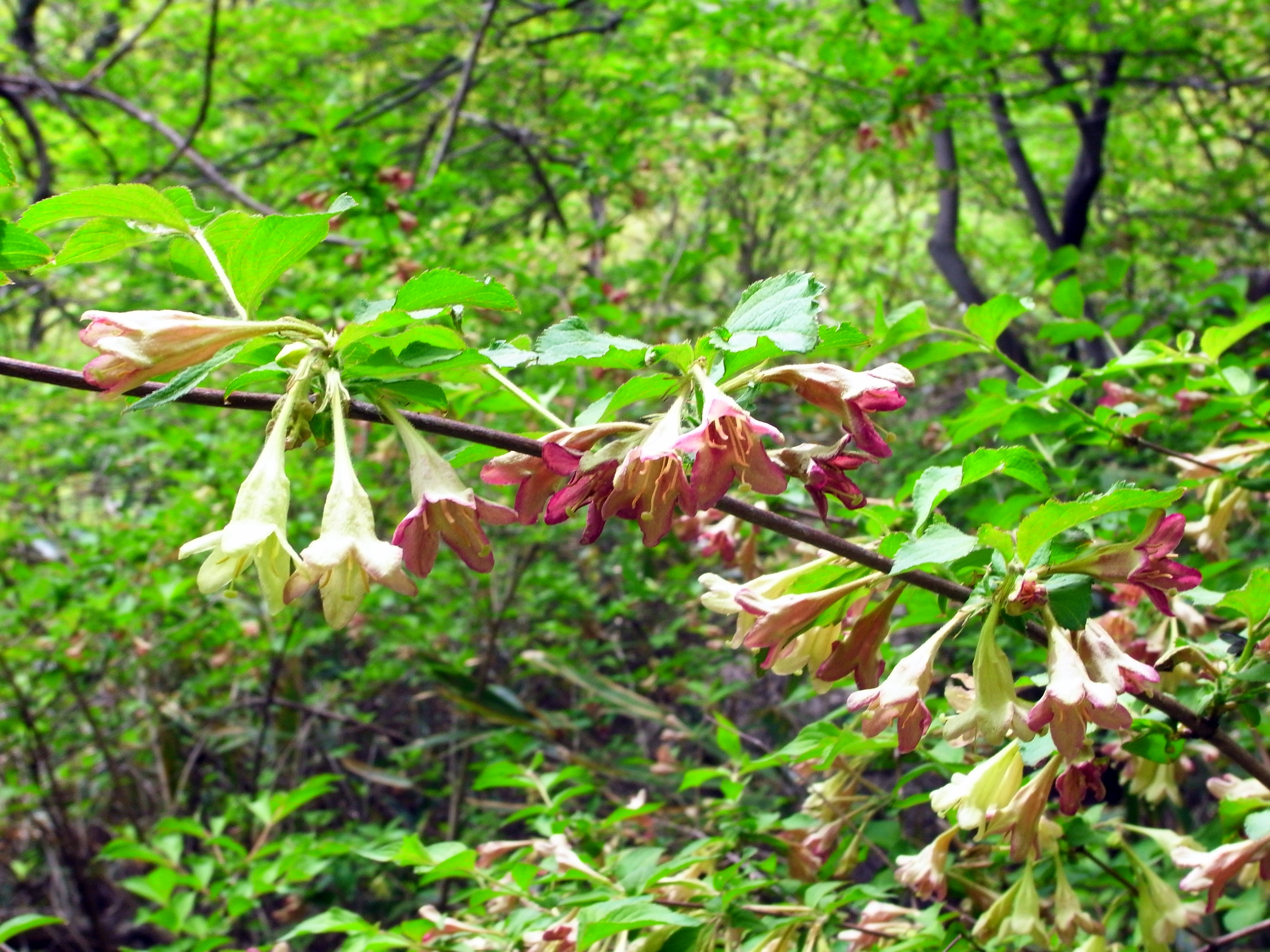
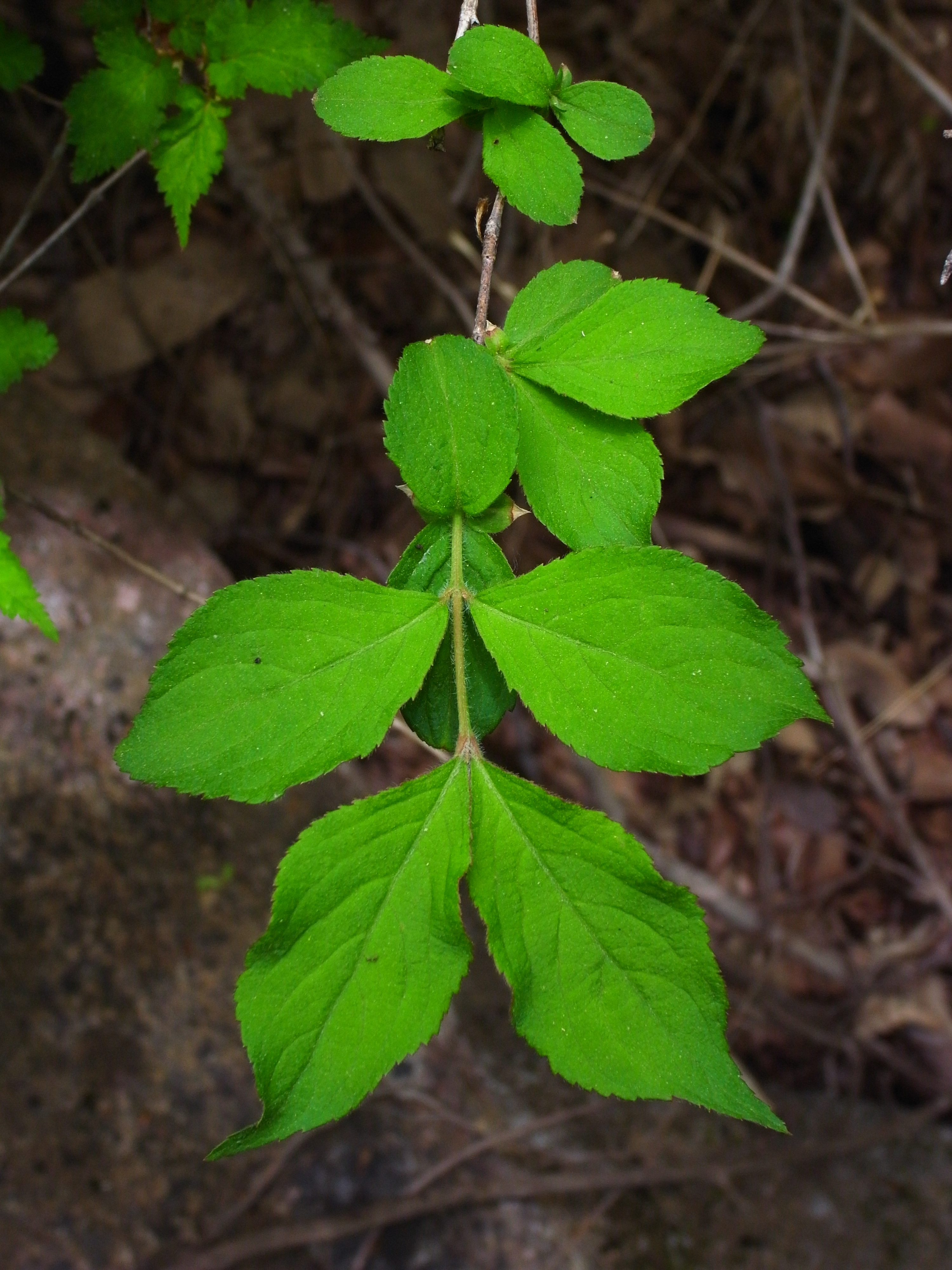
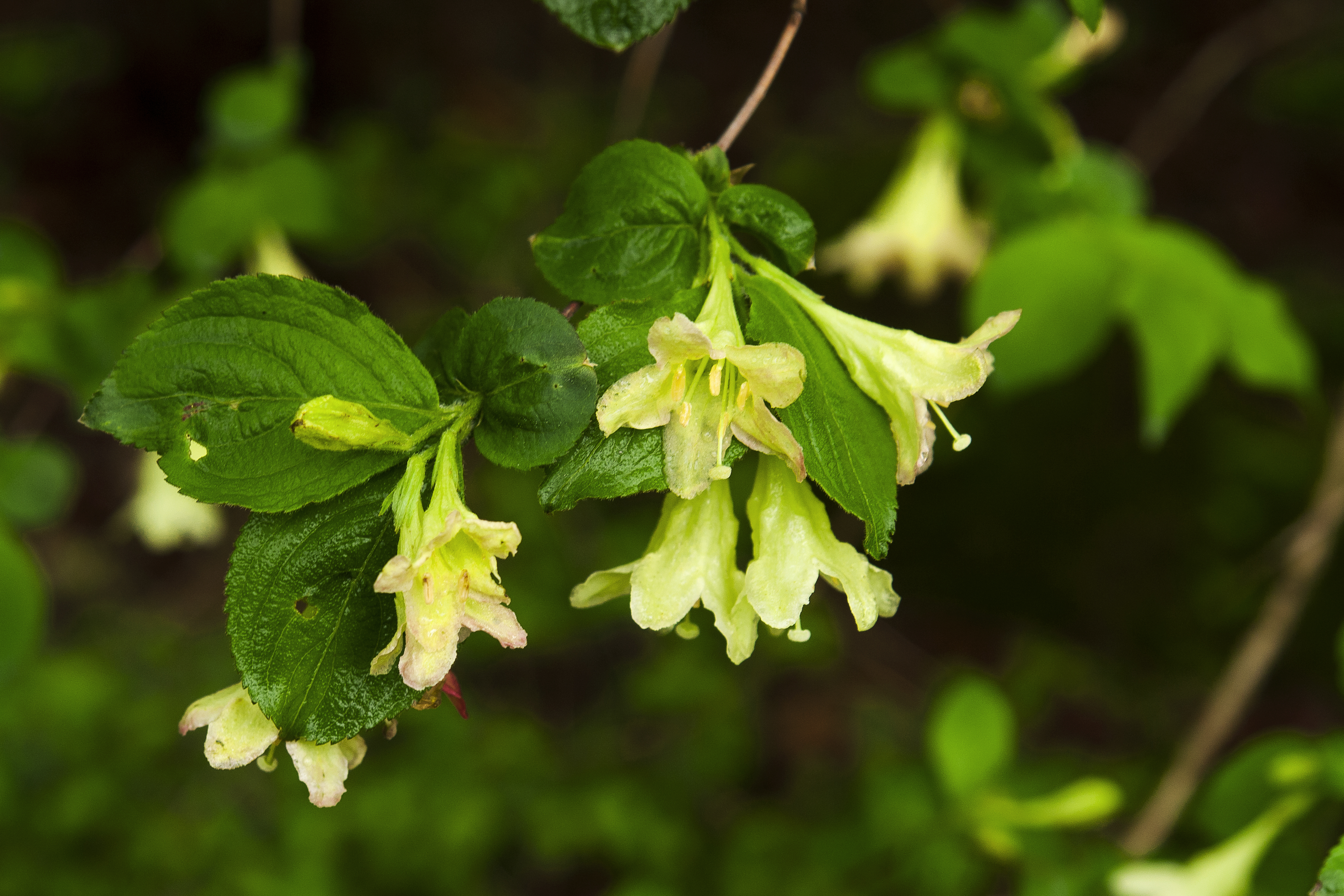
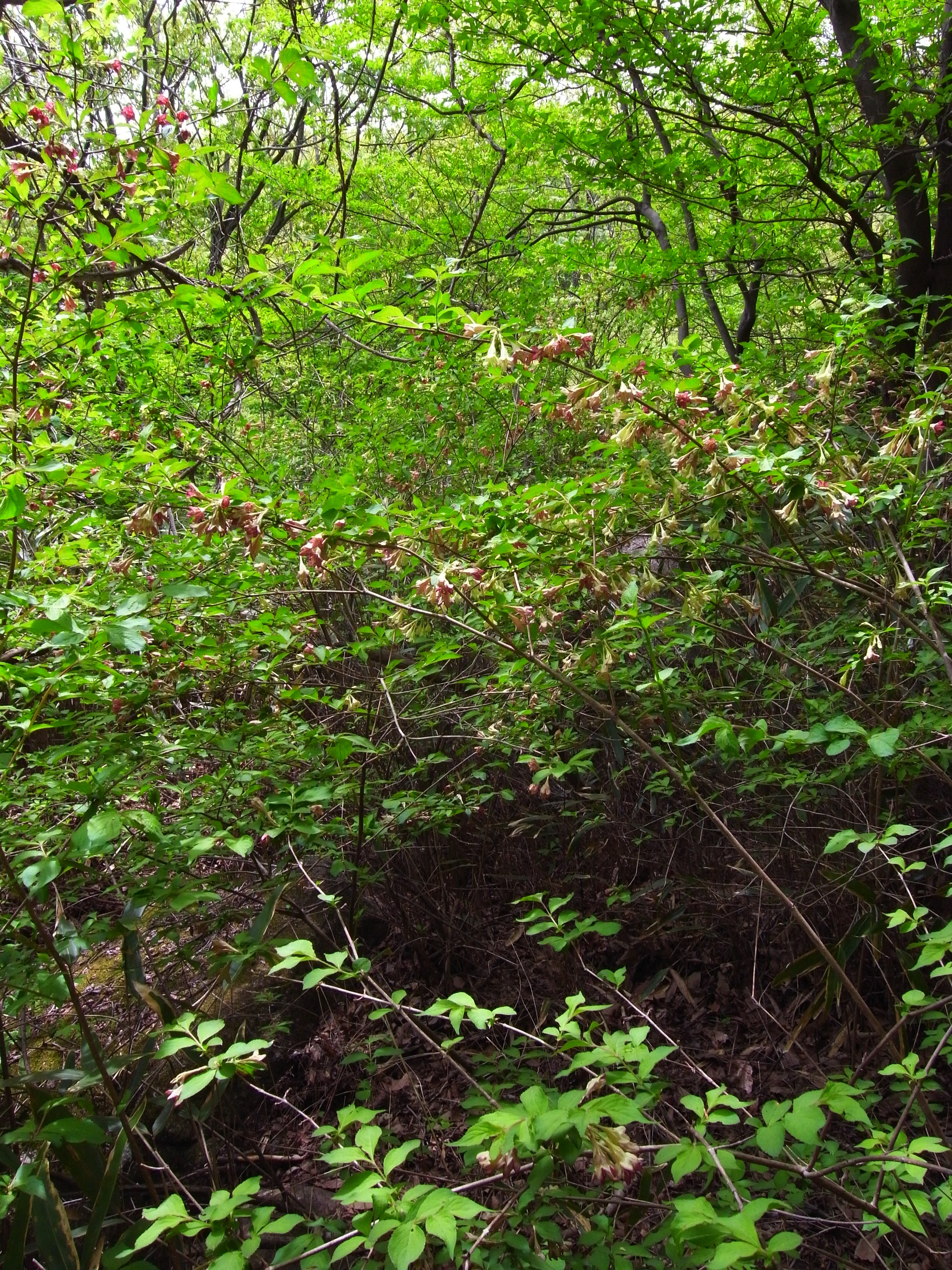